# Frederikshavns historie
Der har været mennesker i området ved Frederikshavn i mange tusinde år. Man har arkæologiske fund fra stenalder til vikingetid. I landskabet rundt om byen findes der levn fra disse mennesker i form af talrige gravhøje, langdysser og jernaldergrave. Ved kystområderne og på den hævede havbund er der fundet skibsvrag fra den tidlige middelalder.

## De første bosættere
Nærheden til havet var afgørende for de første bosættere. De kunne ernære sig ved kystfiskeri og handel. På skråningerne i bakkerne ned mod Vrangbækådal, der dengang var en fjordarm, findes resterne af deres gravpladser. Ved Donbækgårdene' findes flere end 60 små og store gravhøje. Højene er placeret tæt, og varierer i størrelse og form. De to største er Borgbjerg og Kongehøj.
Fra bondestenalderen ca. 4. årtusinde f.Kr. findes der tre langdysser i Gærum Sogn. Her finder man også flere hundrede høje fra bronzealderen. Ved Kragkærvej findes en 68 m lang langdysse, Stenstuen, omgivet af 57 randsten. Fra den yngre stenalder har man en velbevaret hellekistegrav ved gården Ledet på Faurholtvej. På toppen af den 121 m høje bakketop,'Kigud, findes en kæmpehøj.
Blandt de ældste fund er jernalderkældrene ved gården Løgten. Lignende stenbyggede kælderanlæg er fundet ved udgravninger omkring Frederikshavn bl.a. ved Donbæk, ved Bækmoien og ved Dalgård nær Tolne og Grønhede. Man kender ikke disse kældres funktion, men formoder, de har tjent som forråds- og opbevaringsrum. Fund af lerfragmenter fra grove forrådskar i nogle af kældrene styrker denne antagelse.
Andre kendte fund fra egnen omkring Frederikshavn er Ellingåskibet fra 1163, der i dag kan ses ved Bangsbo Museum og Nordstrandskibet fra 1346 samt jernalderkældrene ved foden af Gærumbakken. Rundt om i kommunen ligger en række hovedgårde og større gårde, som kan føre sin historie langt tilbage i tiden.
Med tiden vinder landbruget indpas i området, og der bygges et antal herregårde i og omkring det nuværende Frederikshavn. Området lå centralt i den nordiske region, og naturforholdene var ideelle til opdræt af fedekreaturer på hederne og strandengene. Men landbruget fik aldrig nogen afgørende indflydelse på egnen. I 1600-tallet overtages flere af gårdene af officerer fra flåden, og i slutningen af 1600-tallet samles gårdene Lerbæk, Bangsbo og Knivholt under kommandør Otto Arenfeldt.
Med landbrugskrisen i 1700-tallet og landboreformen senere samme århundrede er storhedstiden for herregårdene ved Frederikshavn slut. Flere af gårdene overgår til adelsgårde for det nye borgerskab, og senere udstykkes en del af jorderne til husmandsbrug.

## Fiskerlejet Fladstrand
Til hovedgårdene Bangsbo mod syd og Knivholt mod nord hørte i den tidlige middelalder også strandjord, og herfra foregik fiskeri og handel. Bangsbostrand, Nyholmstrand, Båder og Fladstrand opstod som små fiskelejer med kåse, der gjorde det ud for simple havneanlæg for fiskernes og de søfarendes fartøjer. I Bangsbostrand findes rester af disse kåse, der stadig bruges af lystfiskere og fritidssejlere. Neppenshavn er også bygget på resterne af tidlige kåse.
Første gang navnet Fladstrand nævnes i kilderne, er i et klagebrev fra lokale skipperkøbmænd, hvor de udtrykker deres utilfredshed med, at de ikke har samme handelsbetingelser som købmændene i købstæderne.
Frederikshavns ældste bebyggelse, det nuværende Fiskerklyngen, er oprindeligt en bebyggelse fra midten af 1500-tallet, og ligger dér, hvor Fladstrand opstod. De nuværende huse i klyngen er fra sent 1700-tal og ca. 150 år frem.
Handelen i Bangsbostrand og Fladstrand betød, at man byggede de første korn- og pakhuse. I 1568 nævnes i en præsteindberetning, at der findes 16 huse i Fladstrand og 10 i Bangsbostrand. Udviklingen indenfor handel og fiskeri fortsætter de følgende 100 år, og i 1681 flyttes toldstedet fra nabobyen Sæby til Fladstrand. Nu blev Fladstrand hurtigt centrum for handelen og fiskeriet i området.

## Skanserne
I begyndelsen af 1600-tallet får Fladstrand også militær betydning på grund af sin strategiske beliggenhed. Under Trediveårskrigen (1618-1648) besættes Fladstrand, sammen med resten af Jylland, af tyske tropper. Ved en naturhavn nord for fiskerlejet opfører de, under ledelse af oberstlieutnant Melchior von Hatzfeld, som tilhørte Albrecht von Wallenstein hær, i årene 1627-1629 en skanse, Nordre Skanse for at hindre det stridbare folkefærd venderne, som man kaldte beboere i Vendsyssel, at have kontakt med Hirsholmene og Læsø, der stadigvæk var under Kong Christian 4. kommando.
Der blev anlagt tilsvarende fæstningsværker ved Elling (Strandby), Fladstrand, Sæby, Voerså, Hals og Sundby, hvoraf Nordre Skanse nord for havnen i Frederikshavn er den bedst bevarede. I forsommeren 1629 forlod Albrecht von Wallensteins tropper Danmark, og skanserne blev overtaget af landsværnet, der efterfølgende gav den navnet Nordre Skanse.
Under Skånske krig 1675-1679 renoveres og moderniseres Nordre Skanse, og der bygges en helt ny, Sønder Skanse, syd for byen (hvor Flådestation Frederikshavn nu ligger) på befaling af Christian 5. – de to skanser rådede tilsammen over 9 kanoner. De tilhørende styrker bestod mestendels af udskrevne fæstebønder.
Af Sønder Skanse findes i dag kun navnet og gaden Skansegade tilbage.

## CitadelletFladstrand Fæstning
|  | Dette afsnit omhandler citadellet i byen Frederikshavn. For Citadellet Frederikshavn i byen København se Citadellet Frederikshavn. |
Fladstrands gunstige besejlingsforhold med en naturhavn og en ankerplads beliggende i læ af øgruppen Hirsholmene og Deget, de mange smårev og nærheden til Sverige og Norge giver med tiden området politisk og militær betydning. Fiskerlejet Fladstrands strategiske beliggenhed manifesterer sig med bygningen af Fladstrand Fæstning.
Den norske statholder, Ulrik Frederik Gyldenløve, besøgte Fladstrand i 1684, og han tog initiativet til en omfattende udbygning byens forsvar. En norsk ingeniørofficer, oberst Anthon Coucheeron, opholdt sig i byen fra november 1685 til maj 1686 hvor han planlagde fæstningsanlægets udbygning. Derefter kunne et norsk kompagni samt den danske garnison på stedet udføre selve bygningsarbejderne i 1686-1690.
Fæstningen blev bygget mellem Nordre Skanse og Sønder Skanse i årene 1686-1690, og bestod af et citadel ud mod havet med det bastante stentårn Krudttårnet og hornværket, der skulle beskytte citadellet mod angreb fra land og samtidig beskytte skibstrafikken mellem Danmark, Norge og Sverige.
På dette tidspunkt havde Fladstrand lidt under 200 voksne indbyggere. Ca. 100 år senere har flækken 92 huse, og strækker sig nordligt mod skanseanlægget Nordre Skanse og sydpå mod Sønder Skanse. Fladstrand Fæstning var støttepunkt for den danske flåde under Store Nordiske Krig (1709-1720), hvor der desuden blev anlagt et batteri på øen Deget.
Ludvig von Kahlen, der var en pionér i arbejdet med at opdyrke hedearealer, var kaptajn for militærenheden på Fladstrand fra 1766 til sin død i 1774. Tordenskjold forskansede sig i fæstningen, og lod flere togter udgå herfra, hvilket markeres årligt med Tordenskjolddagene, hvor byen iklæder sig dragter fra dengang, og genskaber tiden med en stor byfest.
Senere under Englandskrigen (1807-1814) blev områdets beliggenhed igen udnyttet. Efter at have mistet den danske flåde til englænderne, var Fladstrand udgangspunkt for små og meget mobile kanonbåde og kaperbåde, der med roere kunne rette hurtige angreb på fjenden, og derefter søge tilflugt bag Hirsholmene og de mange rev. I denne periode begynder man også bygningen af det, der med tiden skulle blive Frederikshavn havn.
Med tiden var Krudttårnet blevet klemt inde af det ekspanderende Frederikshavn Værft og Flydedok, der opstod på arealet. Da værftet stod for at skulle bygge en ny og større dok, besluttede man at flytte tårnet 270 m til dets nuværende placering. Flytningen af det 4.500 tons tunge Krudttårn, der foregik på en stor slidse bygget af massivt egetræ, stod på fra september 1974 til december 1975. I august 1976 genåbnede museet i tårnet.
Omkring tårnet har man anlagt en græsplæne. Den nåede dog ikke at være klar til genåbningen i 1976, men kan man flytte et tårn, lader man sig ikke slå ud af den slags. Der blev sået karse rundt om tårnet, og en flot grøn plæne tog imod de indbudte gæster – deriblandt dronning Margrethe 2.

## Købstaden Frederikshavn
I 1805 beslutter den danske stat at anlægge en egentlig havn ved Fladstrand. Den bygges i årene 1810-1812 under navnet Frederikshavn – opkaldt efter Kong Frederik VI. Ved bekendtgørelse den 23. september 1818 får Fladstrand købstadsrettigheder, og byen får navnet Frederikshavn. Nu vokser byen fra at være et lille fiskerleje til en travl havneby med handel, fiskeri og industri.
Blandt de, som ihærdigt arbejdede for en større og bedre havn, var købmand og krigskommissær Frantz Übersax. Købmændene i byen indså tidligt betydningen af en havn og den økonomiske drivkraft, den kunne være, når man tog byens beliggenhed i betragtning.
Hvor bebyggelsen tidligere var delt i to flækker med Fladstrand mod nord og en samling huse omkring det nuværende Svane Apotek ved Fiskertorvet, smelter den i løbet af 1800-tallet sammen til en samlet enhed. Flere af Frederikshavns markante bygninger er fra denne tid, og udgør en del at byggeriet i Danmarksgade og Søndergade. Den nuværende dommergård, hvor retten i dag har til huse, er fra 1856, og blev bygget af købmændene Bjerg og Mørch. Inden den blev til domhus, kaldtes den Brænderigården, idet der blev brændt brændevin i den.

Byen breder sig langs kysten, og i den sidste del af 1800-tallet går udviklingen pludselig meget hurtigt. Der kommer stadig flere byhuse. Havnen udvides, og der skabes plads til skibsbyggeri og andre kommercielle aktiviteter. I 1852 kommer der fast færgeforbindelse til København via Aalborg, og fra 1854 er der faste ruter til Oslo, Nyborg og Kiel. Der etableres fast færgeforbindelse til Göteborg 1881.
Den jyske længdebane kommer til Frederikshavn i 1871 – og i 1890 står jernbanen til Skagen klar. I 1899 er der åbnet jernbane til Sæby, og den er i drift indtil 1962.
Det var især værfterne, motorfabrikken, godstransporten og færgedriften, der lagde det økonomiske grundlag for byens ekspansion. H.V. Buhls Skibsværft – det senere Frederikshavn Værft & Tørdok og DANYARD grundlægges i 1871. Den efterfølges i 1883 af motorfabrikken Brdr. Houmøllers Jernstøberi – det skulle med tiden blive til det nuværende MAN B&W Alpha Diesel. Sammen med byens tre andre træskibsværfter Nic. Olsen, Hjørnet & Jacobsen samt Mortensens skibsbyggeri var de drivkraften i industrialiseringen af Frederikshavn.
Nic. Olsen byggede det første danske skruedrevne fiskefartøj, drevet af en dampmaskine, i 1891. Skibet eksisterer stadig under sit oprindelige navn W. Klitgaard i Frederikshavn, og tilhører en selvejende institution, der bl.a. benytter det som repræsentationsskib og til undervisningsformål.
Kutterne de byggede, gav fiskeriet et mærkbart løft – og det smittede igen af på fiskeimportørerne, der via jernbanen kunne eksportere fisk langt ned i Europa. De store handelsfirmaer som Cloos og Kall begyndte at handle med kul, som gik til de mange handelsskibe, der bunkrede kul ved Frederikshavn, inden sejladsen fortsatte til England og USA.
Frederikshavn oplevede en rivende udvikling i disse år, og fordoblede sin befolkning to gange mellem 1870 og 1916. I den periode byggedes i gennemsnit et beboelseshus om måneden. Nogle var enfamiliehuse, andre større lejlighedsbyggerier i centrum. Mange af de boliger, der blev bygget i den periode, står stadig i byen. De første arbejderkvarterer opstår, og med dem også en række købmandsforretninger, slagtere, bagere og andre småhandlende.
I 1800-tallets anden halvdel er Frederikshavn samlingsstedet for flere af tidens store kulturpersonligheder. På herregården Bangsbo i byens sydlige udkant boede bl.a.Herman Bang, Carl Ewald, Gustav Wied og Betty Nansen i perioder. Herman Bang anlagde en sti i det bakkede landskab omkring Bangsbo. Stien findes stadig. I dag er Bangsbo omdannet til museum.

I 1894 bygger overlæge Jacob Carl Ottosen (1864-1942) Frydenstrand Badesanatorium ved kysten i Frederikshavn. Carl Ottosen havde været i USA og studeret, og der arbejdet hos dr. John Harvey Kellogg ved hans Health Reform Institute. Her lærte han fysioterapi og diætbehandling – og at frisk luft, vand og lys var godt for bl.a. lungesyge fra arbejderkvartererne i storbyerne. Sammen med diæt, massage og gymnastik gav det folk helbredet tilbage. Sanatoriet fungerede indtil 1952, hvorefter det blev ombygget til hotel.
Men tiden var løbet fra den statslige bygning ved stranden med Nordre Skanse som nabo, og i 1975 blev hotellet lukket. Bygningen stod uudnyttet hen, indtil den blev sprængt i 1984. Siden har der været diskuteret meget om, hvad man skal bruge den store grund til.
Et særligt byggeri fra tiden er husene på Håbets Allé. Her gik banearbejdere og postbude i 1905 sammen, og købte et stykke jord, hvor de byggede en række boliger. Husene findes stadig, og står næsten, som da de var nybyggede, og er et godt eksempel på den tidstypiske arkitektur. I samme periode kommer elektriciteten til Frederikshavn.
Under 1. verdenskrig blev der indkvarteret ca. 250 soldater fra det danske infanteri i Frederikshavn. Deres opgave var at bevogte havnen og kystlinien samt overvågning af farvandet ud for Frederikshavn. Denne overvågning blev udført fra et punkt på Pikkerbakken, der stadig er et vigtigt led i det danske forsvar.
I 1934 blev Skoleskibet Georg Stage bygget på Frederikshavn Værft og Tørdok. Skibet sejler stadig som skoleskib.
I den sidste halvdel af 1930'erne oplevede Frederikshavn et gaseventyr. Undergrunden under byen er rig på naturgas, og der var talrige private gasboringer rundt om i haverne. Ved Frydenstrand Badesanatorium var gasforekomsterne så store, at man kunne sælge gas til Frederikshavn kommune, hvor den blev blandet med kulgas og ledt ud til forbrugerne. Der blev også leveret gas til det nyoprettede Alpha Gas, der under hele 2. verdenskrig og årene derefter kunne levere gas til den nordjyske bilpark.

## Byen under 2. verdenskrig
Under 2. verdenskrig oplever Frederikshavn igen at blive befæstet – denne gang af tyske tropper, der anlægger forsvarsværn af enorme dimensioner i og omkring byen. Som den største havn i Kattegat- og Skagerrakområdet havde byen afgørende strategisk betydning for den tyske krigsmagt, og Frederikshavn blev den naturlige udskibningshavn for tropper og materiel til krigsførelsen i Norge.
Havnen blev kraftigt udbygget med de installationer der var nødvendige for at servicere de tyske skibe, ligesom der blev anlagt stillinger til nærforsvar. Rundt om Frederikshavn blev der opstillet luftværnsbatterier og kystbatteri til forsvar af havn, red og farvand. Flyveplads Frederikshavn (egl. Flughafen-Stützpunkt-Kommando 8/XI) blev anlagt vest for Frederikshavn ved Knivholt som en satellitflyveplads til de vigtige flyvepladser ved Aalborg og under den også en vandflyveplads ved Frydenstrand.
Frederikshavn blev også en del af tyskernes Atlantvold, der startede i byen og gik nordpå rundt om Grenen ved Skagen og videre ned langs den jyske vestkyst. På havnen og rundt om i byen blev der opført et utal af betonanlæg, pansergrave, pigtråd- og minespærringer. Tyskerne havde givet området status af forsvarsområde, Verteidigungsbereich. Der var kun fire områder med en sådan status i Danmark under besættelsen. De tre andre var Hanstholm, Esbjerg og Aalborg.
Omkring byen blev anlagt fire svære luftværnsbatteri-stillinger; en umiddelbart sydvest for Strandby, en lidt nord for Ravnshøj, en ca. 2 km nordvest for Gærum og en ved Øksnebjerg. Ammunitionsdepoter blev anbragt i hele området, mest koncetreret var dog hele depotområde Fylleledet. 
Den tyske feltmarskal Erwin Rommel besøgte Frederikshavn og tilbragte to dage i byen i december 1943, for at inspicere anlæggene og komme med forslag til forbedringer og udbygninger.
På nær en enkelt blev alle byens skoler overtaget af tyskerne, og benyttet til indkvartering af soldater. Der blev bygget store gennemgangslejre til de soldater, som var på vej til og fra kamp i Norge. Der blev anlagt våbendepoter, lyskasterbatterier, vognpark, marinelazaret og krigskirkegård, og på øerne Hirsholm og Deget blev der opført luftværnsstillinger.
En status efter krigen viste at der var opført mere end 350 befæstningsanlæg i beton. Læg dertil de utallige barakker, bygninger, jordstillinger, betonmure, pansergrave, mine- og pigtrådsspærringer. I årene efter befrielsen gav det anledning til et gevaldigt oprydningsarbejde i Frederikshavn.
Af de mere end 350 anlæg der blev bygget, findes ca. 250 stadig i terrænet omkring byen. På det tidligere Batteri Nord ved Rønnerne er der en ildlederbunker og en luftværnsbunker med offentlig adgang. Ved Pikkerbakken, hvor tyskerne opførte det største samlede anlæg ved Frederikshavn, kan man besøge tre af kystbatteriets skytsbunkere med de næsten intakte 15 cm kanoner fra artilleriskibet Niels Juel, som tyskerne lagde beslag på den 29. august 1943. Dette område betegnes nutildags Bangsbo Fort.
En del af anlæggene ved Pikkerbakken og ved havnen blev opretholdt efter krigen, og kom til at indgå i Flådestation Frederikshavn, der er en af Nordeuropas største NATO-havne. Flådestationen stod færdig til brug i 1962 og bruges den dag i dag af Søværnet.

## Frederikshavns nyere historie
Efter krigen fortsatte byen at vokse i størrelse. Det ene nye kvarter efter det blev bygget, og Frederikshavn bredte dig nu også længere mod vest. Fiskeriet og værfterne gjorde, at byen var i økonomisk vækst, men i 1980'erne ramte krisen i værftsindustrien og nedgangen i fiskeriet Frederikshavn. Byen oplevede virksomhedslukninger og arbejdsløshed. Med bortfaldelsen af det toldfrie salg på færgerne til Norge og Sverige blev også handelen og turismen ramt.
I havnen forsvandt kutterne, efterhånden som de fik ophugningsstøtte. Byens største arbejdsplads, Danyard, lukkede sidst i 1990'erne, hvilket betød, at flere tusinde mistede arbejdet. Underleverandører og den tilknyttede beskæftigelse forsvandt. Man opdagede at den gås, der så længe havde lagt guldæg i byen, ikke længere var der, og at der var tid til nytænkning og forandring.
Man valgte derfor i Frederikshavn at satse på investeringer i byggerier og andre erhvervsrettede aktiviteter, der kunne sikre byens fremtid. Man har valgt at sikre tre kerneområder, som anses for vigtige for byens udvikling – det er erhverv, turisme og bosætning.
Store dele af bymidten er i dag omdannet til gågade med torve med udeservering og mange specialforretninger. Den tunge industri er forsvundet, men byen har i stedet tiltrukket virksomheder indenfor teknologi, kommunikation og service. Med Sygehus Vendsyssel har man regionens største hospital. Der er gode uddannelsesmuligheder med gymnasium, handelsskole, søfarts- og militæruddannelser.
I dag er der fornyet aktivitet på det store værftsområde. Mange mindre og mellemstore firmaer har lejet sig ind på området. Det 173 ha store havneområde huser ca. 80 virksomheder med i alt 1800 arbejdspladser inden for rederier, værfter, maritim service og udvikling, spedition, fiskeeksport med m.v.
Med kommunalreformen i 2006 står Frederikshavn foran nye udfordringer. Frederikshavn Kommune er lagt sammen med såvel den tidligere Skagen Kommune som den tidligere Sæby Kommune. Hvor der i den gamle Frederikshavn Kommune var ca. 35.000 indbyggere, bor der i dag mere end 60.000 indbyggere i kommunen.
I daglig tale er den nye storkommune med vanligt vendsysselsk glimt i øjet allerede døbt 
Gaza-striben.

## Eksterne link og kildehenvisninger
- Bangsbo Museum: Lokalhistorisk Arkiv Arkiveret 6. februar 2007 hos  Wayback Machine
- Frederikshavn Stadsarkiv Arkiveret 22. oktober 2020 hos  Wayback Machine
- Toppen af Danmark: Frederikshavn Arkiveret 27. september 2007 hos  Wayback Machine
- Bunkermuseet i Frederikshavn Arkiveret 24. juli 2011 hos  Wayback Machine